# Laura San Giacomo
Laura San Giacomo (ur. 14 listopada 1962 w Hoboken w stanie New Jersey) – amerykańska aktorka filmowa i telewizyjna, która grała główną rolę w serialu Ja się zastrzelę (1997-2003).

## Życiorys
Giacomo wystąpiła obok Julii Roberts w filmowym przeboju Pretty Woman (1990; reż. Garry Marshall). Z uznaniem spotkała się również jej rola w filmie Seks, kłamstwa i kasety wideo (1989; reż. Steven Soderbergh) (m.in. nominacja do Złotego Globu w 1990 dla najlepszej aktorki drugoplanowej). Dobrze rozpoczęta na przełomie lat 80. i 90. kariera filmowa załamała się w latach późniejszych. Często pojawia się gościnnie w serialach telewizyjnych (m.in.: Policjanci z Miami, Crime Story, Tajniacy, Weronika Mars).

## Wybrana filmografia
- Witaj w domu (1988) jako Sandy
- Seks, kłamstwa i kasety wideo (1989) jako Cynthia Patrice Bishop
- Quigley na Antypodach (1990) jako Cora
- Pretty Woman (1990) jako Kit De Luca
- Podejrzenie (1991) jako Angeline
- Jedna runda (1991) jako Jan Bella
- Bastion (1994) jako Nadine Cross
- Pokerowa zagrywka (1997) jako Lydia
- Ja się zastrzelę (1997-2003; serial TV) jako Maya Gallo[1]
- Czas na mnie (2005) jako Flo Applebaum
- Spustoszenie (2005) jako Joanna
- Ocalić Grace[1] (2007-2010; serial TV) jako Rhetta Rodriguez
- Agenci NCIS[1] (2016-2022; serial TV) jako dr Grace Confalone
- Królestwo zwierząt (2017-2018; serial TV) jako Morgan Wilson
- Barry[1] (2022; serial TV) jako Annie Eisner